# San Lázaro (Paraguay)

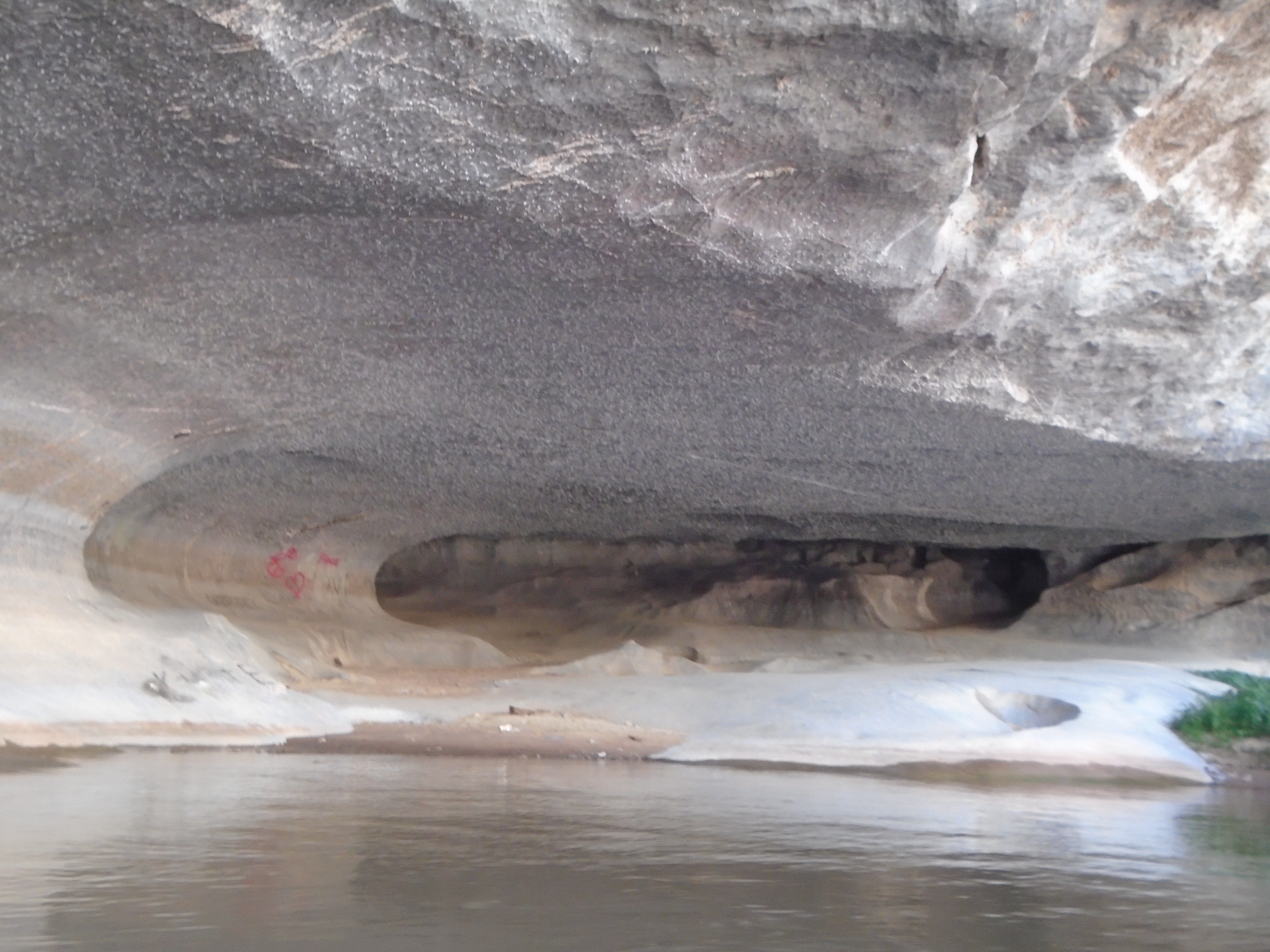
Caverna de Camba Hopo (Vallemí, distrito de San Lázaro).

San Lázaro es una ciudad y municipio de Paraguay situado en la zona nororiental del departamento de Concepción. El casco urbano está asentado en la margen izquierda del río Paraguay y en las inmediaciones de su confluencia con el río Apa, en un pequeño valle rodeado de cuatro cerros, dista 190 km de la capital departamental, Concepción, y 660 km de Asunción. La principal actividad de la zona es la explotación de piedra caliza.

## Historia
San Lázaro fue fundada el 15 de agosto de 1924 por el Capitán Lázaro Aranda (1873-1945), en el mismo lugar donde se unen los ríos Apa y Paraguay, que vino en una lancha junto a sus familiares. A diferencia de varias ciudades, la fiesta patronal se realiza el 17 de diciembre de cada año, que incluye jineteadas entre mujeres y hombres. San Lázaro fue fundada en época de creciente y, cuando lo fue, ya estaba habitada por pocas personas. San Lázaro fue creciendo poco a poco con la ayuda de sus pobladores y su fundador.

## Clima
La temperatura máxima alcanza los 40 °C, en verano, mientras que la mínima en invierno es de hasta menos -2 °C. La media es de 24 °C.
Las épocas de lluvia copiosa son de noviembre a enero, en cambio los meses más secos son de junio a septiembre. Los vientos son del norte, este y sureste.
El clima de San Lázaro puede ser clasificado como clima tropical de sabana (Aw), de acuerdo con la clasificación climática de Köppen.

## Demografía
La población de San Lázaro asciende a 11 192 habitantes según datos oficiales del censo paraguayo de 2022.

## Economía
La localidad principal de este distrito es el puerto de Valle-mí conocida como la capital del cemento Actual Capital del Distrito, ubicada a 14 km más al sur, donde se encuentra la cantera de la mayor empresa de cemento del Paraguay, la Industria Nacional del Cemento (I.N.C.).
Las principales actividades económicas son la extracción de cal y de mármol, existen cerca de 40 plantas productoras. San Lázaro es conocida como «Ciudad de las Caleras». También es reconocida por la gran cantidad de montes de pomelos.